# Cândido Mota (ort)
Cândido Mota är en ort i Brasilien.   Den ligger i kommunen Cândido Mota och delstaten São Paulo, i den södra delen av landet, 800 km söder om huvudstaden Brasília. Cândido Mota ligger 483 meter över havet och antalet invånare är 28 144.
Terrängen runt Cândido Mota är platt. Runt Cândido Mota är det ganska tätbefolkat, med 86 invånare per kvadratkilometer.. Närmaste större samhälle är Assis, 9,8 km norr om Cândido Mota.
Trakten runt Cândido Mota består till största delen av jordbruksmark.